# ایزدان آریایی
1. ایزدان آریایی

ایزدان آریایی به خدایان و موجودات مقدس در ادیان هندوایرانی باستان اشاره دارد که توسط اقوام آریایی پرستش می‌شدند. این ایزدان در متون مقدس ودایی و اوستایی به تفصیل توصیف شده‌اند و نقش محوری در اساطیر و باورهای مردمان هندوایرانی داشته‌اند.
1. 1. ریشه‌شناسی و مفهوم

### ریشه‌شناسی
واژه «ایزد» در زبان‌های ایرانی باستان به صورت *yazata- بوده که از ریشه *yaz- به معنای «پرستش کردن» گرفته شده است. این واژه در:
- سانسکریت ودایی: یجاتا (yajata)
- اوستایی: یزَتَه (yazata)
- فارسی باستان: یَزد (yazd)

به کار رفته است.

### مفهوم ایزد
در باورهای آریایی، ایزدان:
- موجوداتی فراطبیعی و جاودان
- دارای قدرت‌های فوق بشری
- واسطه‌هایی بین جهان مادی و معنوی
- حافظان نظم کیهانی (اَشا/رتا)

بوده‌اند.
1. 1. دسته‌بندی ایزدان

### تقسیم‌بندی ودایی
در ریگ ودا ایزدان به سه دسته اصلی تقسیم می‌شوند:
۱. ایزدان آسمانی: دیائوس پیتار، وارونا، میترا
۲. ایزدان جوی: ایندرا، رودرا، ماروت‌ها
۳. ایزدان زمینی: اگنی، سومه، پریتیوی

### تقسیم‌بندی اوستایی
در اوستا ایزدان به دو گروه عمده تقسیم می‌شوند:
۱. اهوراها (ایزدان نظم): اهورامزدا، میثرا، آناهیتا
۲. دیوها (نیروهای آشوب): اهریمن، ایندرا (در اوستا دیو محسوب می‌شود)، ساوول
1. 1. ایزدان مهم مشترک

| نام ودایی | نام اوستایی | کارکرد | منبع | میترا | میثرا | خدای پیمان و روشنایی | [ ۵ ] | وارونا | اهورامزدا | حافظ نظم کیهانی | [ ۱ ] | ایندرا | ایندرا (دیو) | خدای جنگ و توفان | [ ۴ ] |

1. 1. تحول تاریخی

### دوره هندوایرانی
- پرستش ایزدان طبیعی (آتش، آب، زمین)
- نظام چندخدایی
- تأکید بر قربانی‌های آیینی[۶]

### انقلاب زرتشت
- تبدیل برخی ایزدان به دیو (مانند ایندرا)
- برجسته شدن نقش اهورامزدا
- ظهور نظام دوگانه‌انگاری[۱]

1. 1. جستارهای وابسته

- اساطیر هندوایرانی
- ادیان هندوآریایی
- زبانهای هندوایرانی
- اوستا
- وداها